# Ferrocarril en Suiza

Red ferroviaria de Suiza

La red ferroviaria suiza destaca por su densidad, su coordinación entre servicios, su integración con otros modos de transporte, su puntualidad y un próspero sistema de transporte de mercancías nacional y transfronterizo. Esto es necesario debido a las estrictas reglamentaciones sobre el transporte en camión, y se hace posible gracias a una logística intermodal debidamente coordinada.
En 2015, con una red de 5.323 kilómetros, Suiza no sólo dispone de la red ferroviaria más densa del mundo (128,9 km/103km2, excepto para los países muy pequeños y las ciudades-estado) a pesar de que los Alpes cubren alrededor del 60% de su superficie, sino que también es líder mundial en kilómetros recorridos: 2.459 km por habitante y año (2015). Prácticamente el 100% de su red está electrificada, salvo las pocas vías en las que las locomotoras de vapor funcionan sólo con fines turísticos. Hay 74 compañías ferroviarias en Suiza. La proporción de viajeros que se desplazan al trabajo utilizando el transporte público como principal medio de transporte es del 30%. La participación del ferrocarril en el transporte de mercancías por carretera y tren (reparto modal) es del 39%.
Suiza ocupó el primer lugar entre los sistemas ferroviarios nacionales europeos en el Índice de Rendimiento Ferroviario Europeo de 2017 por su intensidad de uso, calidad de servicio y fuerte calificación de seguridad. Suiza tuvo una excelente intensidad de uso, impulsada en particular por el tráfico de pasajeros, y una buena calificación en cuanto a la calidad del servicio y una muy buena calificación en cuanto a la seguridad. El país registró un alto valor de retorno de la inversión pública, con ratios de coste y rendimiento que superan el promedio de todos los países europeos.
Suiza es miembro de la Unión Internacional de Ferrocarriles (UIC). El código de país de la UIC para Suiza es el 85.

## Líneas de ancho estándar

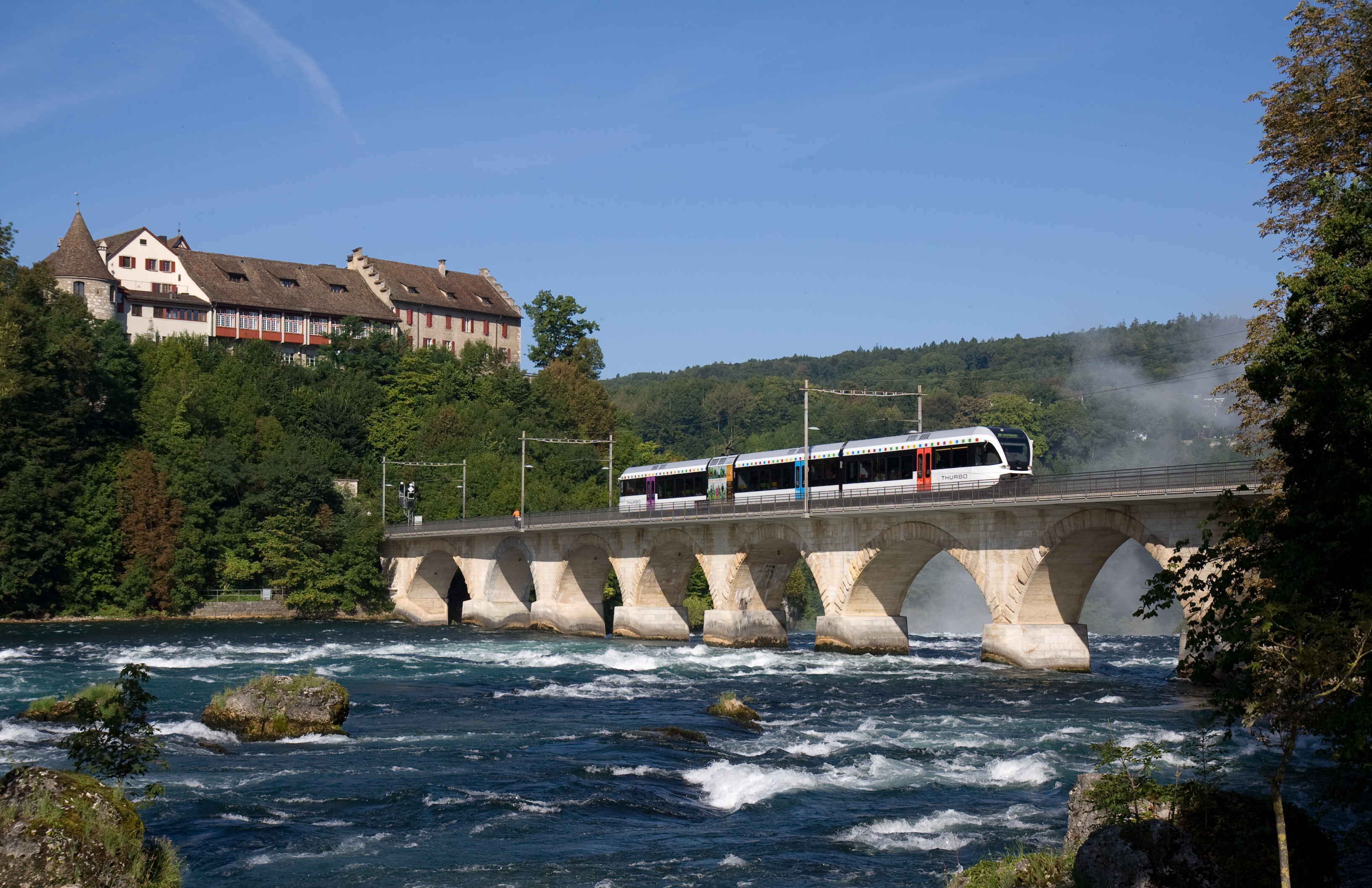
Tren regional cerca de las Cataratas del Rin.

Tres cuartas partes de la red ferroviaria suiza tienen un ancho de vía estándar, que comprende 3.773 km, administrados en su mayor parte por tres empresas. Las estaciones de ferrocarril más importantes son la estación central de Zúrich (466.800 pasajeros diarios en un día laborable), Berna (210.000), Basilea SBB (114.200), Lausana (108.900), Winterthur (108.000), Lucerna (96.200), Zúrich Oerlikon (85.700), Zúrich Stadelhofen (83.300), Olten (81.300) y Ginebra (73.700).

### Ferrocarriles Federales Suizos
Ferrocarriles Federales Suizos (SBB CFF FFS) es la mayor empresa ferroviaria de Suiza y se encarga de la mayor parte del tráfico nacional e internacional. Opera la principal vía de este a oeste en la zona de la meseta suiza que sirve a todas las grandes ciudades suizas y a muchas otras más pequeñas, y las rutas de norte a sur a través de los Alpes mediante la Línea del Gotardo (línea Milán-Chiasso-Lugano-Lucerna/Zúrich-Basilea) y el túnel de Simplon (línea Domodossola a Brig-Lausana-Ginebra).
- Longitud total de la ruta: 3.236 km.[12]

### BLS
BLS (Berna-Lötschberg-Simplon) es la otra empresa principal, con el 10% de la red de ancho estándar. Gestiona la otra gran ruta alpina Berna-Brig a través de los túneles de Lötschberg y la conexión en Brig con el túnel de Simplon de SBB a Italia.
- Longitud total de la ruta: 420 km.[14]

### SOB
La Schweizerische Südostbahn AG (SOB) opera en 147 km (de los cuales 123 km son propios) entre Romanshorn en el lago de Constanza y San Galo. Y más allá, vía Herisau, hasta el valle de Toggenburgo en el noreste de Suiza. A través de Wattwil y Rapperswil SOB recorre la pista sobre el Seedamm en el Lago de Zúrich y finalmente sobre los altos páramos de Rothenthurm hasta Arth-Goldau en Suiza Central.
El tren llamado Voralpen Express (VAE, Pre-Alpine Express) es operado por Südostbahn. Pasa cada hora entre Lucerna y San Galo.

### Enlaces ferroviarios con otros países
- Ancho estándar (1.435 mm)
  - Austria - mismo voltaje 15 kV, 16,7 Hz AC
  - Francia - cambio de voltaje 15 kV, 16,7 Hz AC / 25 kV, 50 Hz AC o 1.500 V DC
  - Alemania - mismo voltaje 15 kV, 16,7 Hz AC
  - Italia - cambio de voltaje 15 kV, 16,7 Hz AC / 3 kV DC
  - Liechtenstein - mismo voltaje 15 kV, 16,7 Hz AC

Aunque tanto Austria como Alemania utilizan el mismo voltaje que Suiza, se necesitan locomotoras especiales debido a que Suiza utiliza pantógrafos más estrechos.
La compañía nacional de ferrocarriles alemanes Deutsche Bahn (DB) posee líneas transfronterizas desde la frontera alemana hasta la estación de Basilea Badischer Bahnhof, que también es operada por DB. También posee y opera una línea este-oeste a través del cantón de Schaffhausen que forma un enlace en el ferrocarril del valle del Rin, en gran parte alemán, y posee conjuntamente la estación de Schaffhausen con los Ferrocarriles Federales Suizos.
La DB alemana opera trenes de larga distancia desde Alemania a ciudades suizas, incluyendo servicios ICE a Basilea, Zúrich, Berna, Coira e Interlaken. Por otro lado, los operadores suizos operan varios trenes con destino a Alemania, por ejemplo, el servicio regular EuroCity a Stuttgart.
La empresa conjunta franco-suiza TGV Lyria opera trenes de alta velocidad entre París y el sur de Francia con servicios a Ginebra, Lausana, Basilea y Zúrich.
El Railjet austriaco de la ÖBB opera el servicio entre Zúrich y varios destinos en Austria. El servicio funciona a través de Buchs SG y llega a Innsbruck, Salzburgo y Viena, entre otros.
Ferrocarriles Federales Suizos y Trenitalia gestionan conjuntamente los servicios de EuroCity entre Suiza e Italia. Estos servicios funcionan entre Ginebra y Milán o incluso Venecia a través del túnel de Simplon. Entre Basilea y Milán vía Berna y los túneles de Lötschberg y Simplon, y entre Zúrich y Milán vía la ruta del Gotardo.

## Líneas de ancho estrecho

### RhB Y MGB

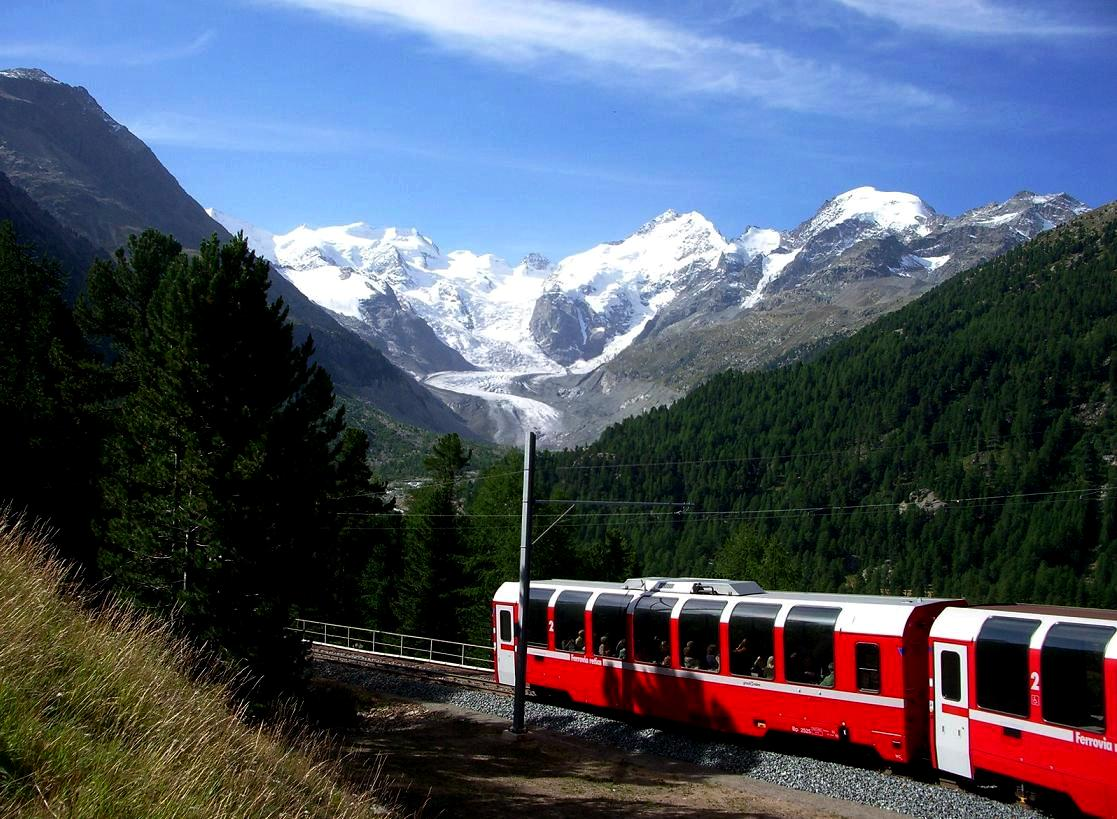
El Bernina Express viaja en el transversal ferroviario más alto de los Alpes.

El Ferrocarril Rético (RhB) es el ferrocarril de ancho métrico más largo de Suiza, que une Arosa, Disentis, Davos, St. Moritz en los altos Alpes, y Tirano en Italia con Coira, un cruce ferroviario con el SBB. Pasa por el valle superior del Rin y por varios valles laterales, así como por la Engadina, el valle superior del río Eno. El paso de Bernina es el punto más alto de esta línea, a 2.253 metros.
- Longitud total: 384 kilómetros.[16]

El antiguo Furka Oberalp Bahn (FO) era un ferrocarril de ancho métrico en los altos alpes del sur. Su nombre se refería a dos pasos, el puerto de Furka y el puerto de Oberalp. El puerto de Furka se encuentra en el extremo superior del valle del Ródano. El puerto de Oberalp es el punto más alto de esta línea, a 2.033 metros, y se encuentra en el extremo superior del valle del Rin. La longitud total del ferrocarril era de 100 kilómetros, y la línea va de Disentis a Brig. Brig es un cruce ferroviario con el SBB y el BLS y se encuentra en el extremo norte del túnel de Simplon en la línea CFF de Milán a Lausana y la línea BLS de Milán a Berna.

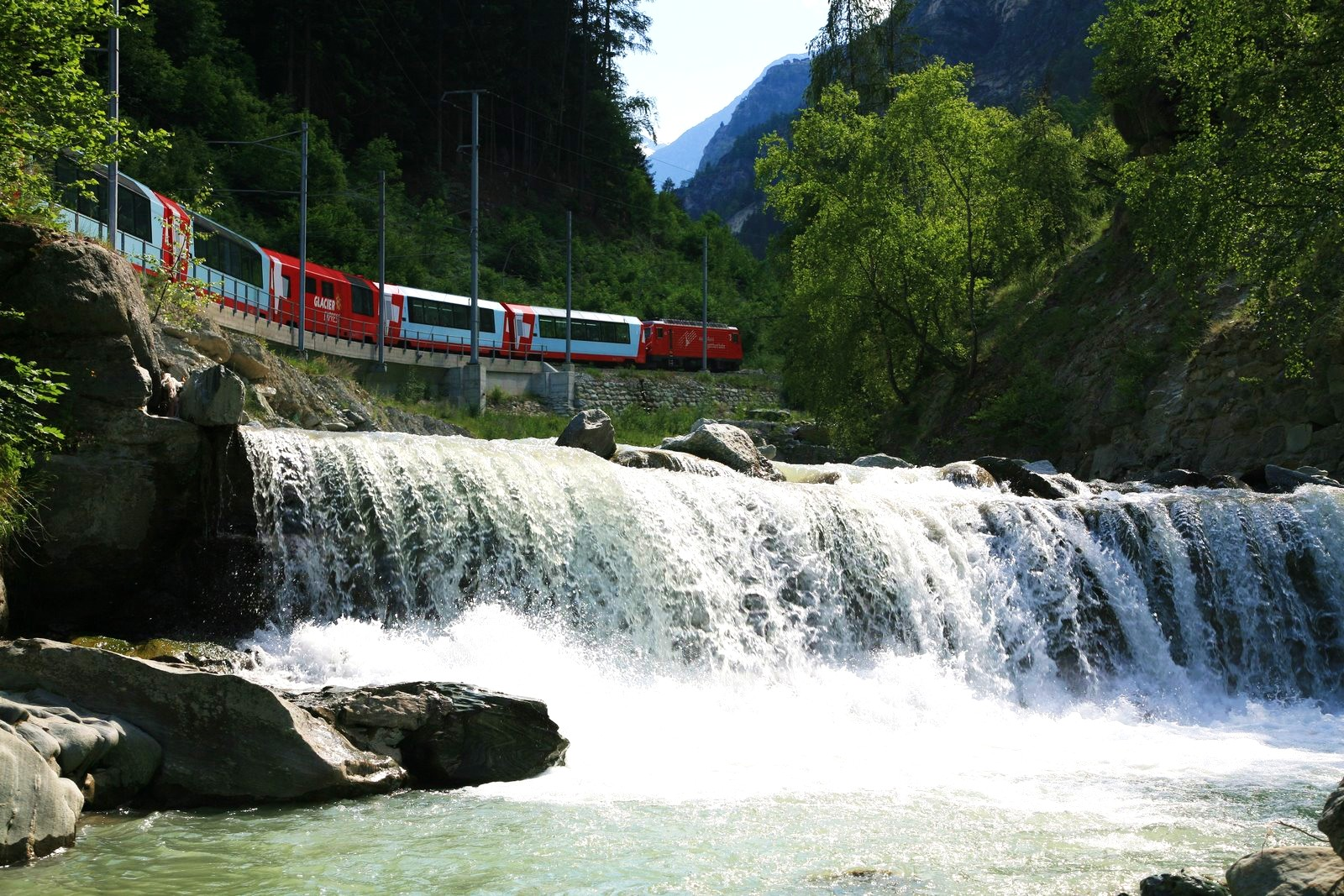
El Glacier Express cerca de Zermatt.

La antigua BVZ Zermatt-Bahn (BVZ; BVZ significa Brig Visp Zermatt) era una línea corta entre Brig y Zermatt. Pasa a través de los valles de Visp y Matt, afluentes del Ródano.
- Longitud total: 43 kilómetros.

En 2003, la FO y la BVZ se fusionaron para formar la Matterhorn Gotthard Bahn (MGB).
El Glacier Express (GEX) circula en la ruta combinada de tres líneas St. Moritz/Davos-Filisur-Coira-Disentis-Andermatt-Brig-Visp-Zermatt. Un viaje de un día en coches con vistas panorámicas lleva a los turistas de St. Moritz/Davos a Zermatt, o viceversa, a través de algunos de los paisajes más espectaculares de los Alpes.

### Otras líneas de ancho estrecho
El Appenzeller Bahnen (AB), con un total de 77 km de vías principalmente de ancho métrico, combinó en 2006 el anteriormente separado Trogenerbahn de San Galo a Trogen, el ferrocarril de ancho estándar de Rorschach (Suiza) a Heiden (Suiza), la vía corta del funicular de Rheineck a Walzenhausen, así como el anterior Appenzeller Bahnen. El AB conecta los principales puntos dentro de ambos Appenzells con San Galo y Altstätten en el valle alpino del Rin.

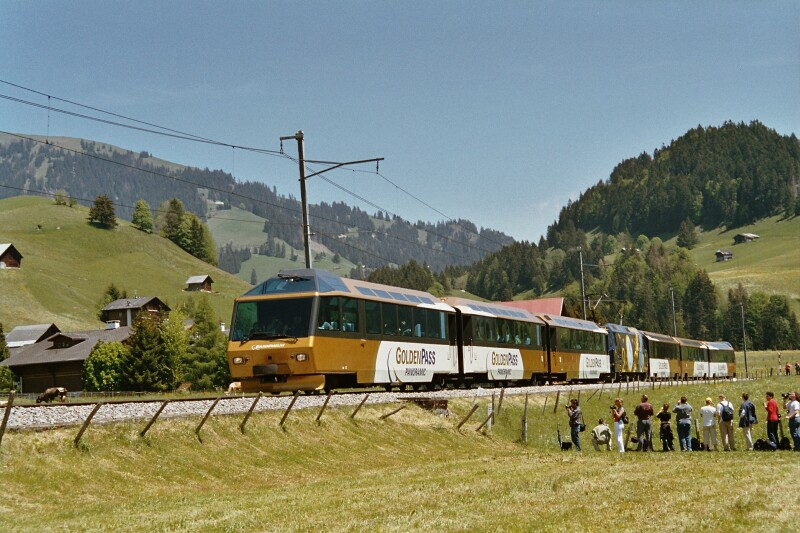
Un tren Golden Pass cerca de Gstaad.

La línea Chemin de Fer Montreux Oberland Bernois (MOB) recorre 75 kilómetros desde Montreux, en el lago Lemán, hasta Zweisimmen, con una línea de conexión a Lenk im Simmental. El tramo de Montreux a Zweisimmen, de aproximadamente 63 kilómetros de longitud, forma parte del viaje "Panorama del Paso Dorado" de Montreux a Lucerna, un viaje que combina paseos en el MOB, el BLS y el Zentralbahn (zb).
Desde Interlaken, el tramo de vía estrecha del Brünigbahn de la Zentralbahn (zb) recorre 74 kilómetros más hasta Lucerna. Bordea el lago de Brienz y pasa por la cordillera al norte del lago a través del paso de Brünig, para luego descender al valle de Sarner Aa hasta Lucerna. El zb también recorre la línea entre Lucerna y Engelberg.
Chemins de fer du Jura (CJ), los ferrocarriles del cantón de Jura en el norte de Suiza, es una red ferroviaria de 85 kilómetros de los cuales 74 son de ancho métrico y los 11 restantes de ancho estándar. Conecta La Chaux-de-Fonds con Glovelier y Tramelan, ambos vía Le Noirmont.
Wynental- und Suhrentalbahn opera en el cantón de Argovia en los dos valles mencionados que los conectan en Aarau, con una longitud total de 32,3 km.

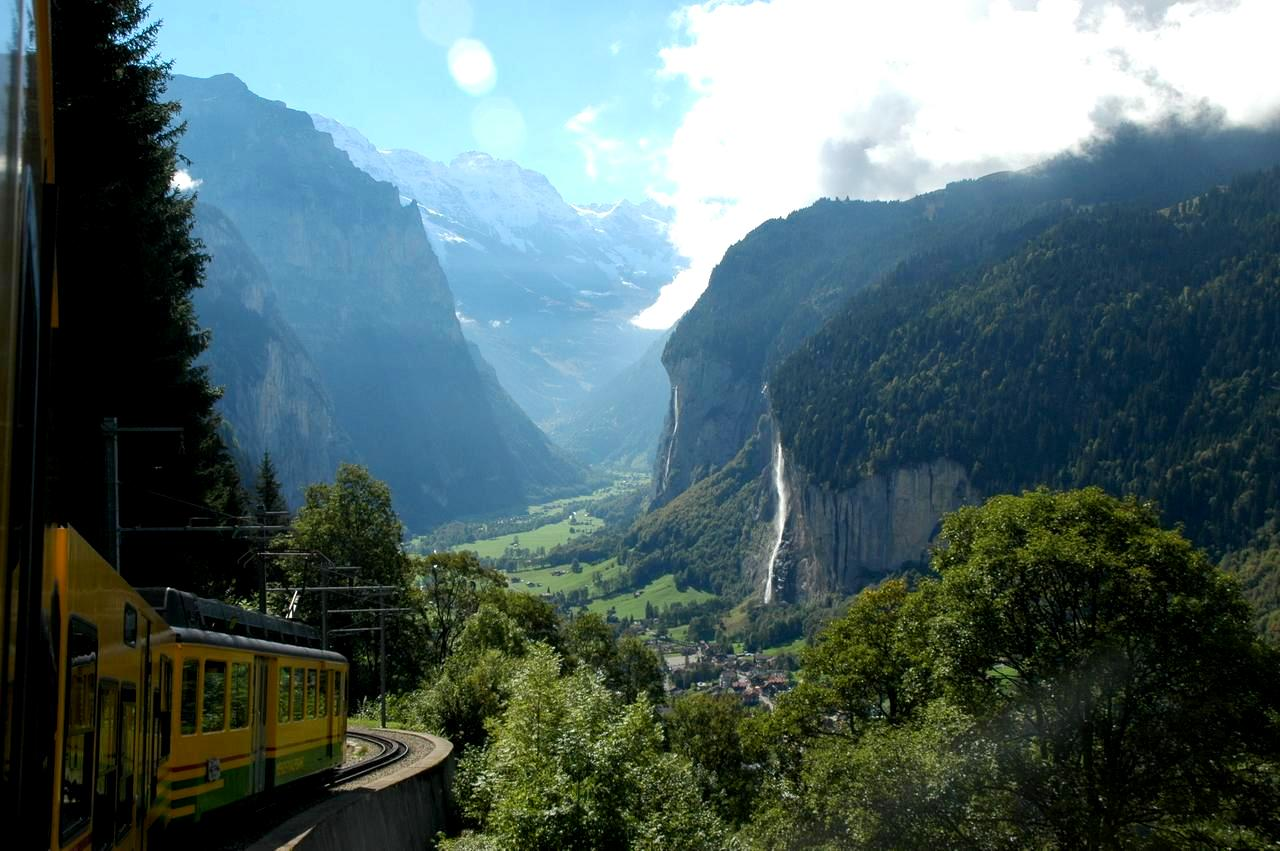
En el tren a Wengen.

La Berner Oberland Bahn (BOB) es una línea de 24 kilómetros desde Interlaken a Lauterbrunnen y Grindelwald. Comienza en la estación de Interlaken Ost y se divide en Zweilütschinen, a unos 10 kilómetros al sur de Interlaken. El ramal occidental conduce a Lauterbrunnen, mientras que el ramal oriental conduce a Grindelwald. Es posible hacer un bucle tomando el ramal de Lauterbrunnen y regresando por el ramal de Grindelwald. Las dos ramas están conectadas por el Wengernalp Bahn.
La Wengernalpbahn (WAB) es una línea de 19 kilómetros desde Lauterbrunnen hasta Grindelwald, que pasa por la cresta del Eiger en la estación de unión de Kleine Scheidegg. En invierno, este cruce es una estación de esquí que cuenta con muchos remontes y pistas, así como con la línea de ferrocarril. Los esquiadores pueden viajar en el tren desde los valles de abajo para volver a la cima de las pistas.
La Jungfraubahn (JB), que también es de cremallera en todo su recorrido, comienza en Kleine Scheidegg y recorre 9 kilómetros a través de túneles en el Eiger y el Mönch, que conducen al "Jungfraujoch", una senda entre las cumbres del Mönch y el Jungfrau. En la silla de montar hay un centro de visitantes y un observatorio. El glaciar Aletsch, el más grande de Europa, se extiende al sur hacia el valle del Ródano.
La Bergbahn Lauterbrunnen-Mürren (BLM) tiene una longitud de 6 km y está dividido en dos partes independientes: la primera de ellas es un teleférico (que pasa por encima del antiguo funicular, que fue sustituido en 2006) y la segunda un ferrocarril de adherencia.
La Chemin de fer Martigny-Châtelard (MC) tiene 19 km de longitud, con un tramo de ferrocarril de cremallera, en el cantón de Valais. Se conecta con la línea férrea de Saint-Gervais-Vallorcine en Francia, y los servicios conjuntos se comercializan como Mont-Blanc Express.
En el cantón de Vaud, los ferrocarriles de ancho métrico incluyen el Chemin de fer Nyon-St-Cergue-Morez, el Chemin de fer Bière-Apples-Morges, el Chemin de fer Yverdon-Ste-Croix, el Chemin de fer Bex-Villars-Bretaye y el Chemin de fer Lausanne-Echallens-Bercher, así como parte del más largo MOB.
La Ferrovía Lugano-Ponte Tresa (FLP), en el cantón del Tesino, recorre 12,3 kilómetros desde Lugano hasta Ponte Tresa.
La Gornergrat Bahn sube durante 9 kilómetros desde una elevación de 1.600 metros cerca de la estación de Zermatt del Zermatt RR hasta una estación a 3.000 metros de altura en la ladera del macizo del Monte Rosa. Toda la ruta es un ferrocarril de cremallera.
En Brienz, el Brienz Rothorn Bahn (BRB), un ferrocarril de cremallera a vapor, asciende hasta cerca de la cima del Brienzer Rothorn.

### Enlaces de vía estrecha con países adyacentes
- Italia:
  - Línea del Bernina, cambio de ancho y de voltaje en Tirano.
  - Línea FART (ferrovie autolinee regionali ticinesi) entre Locarno y Domodossola a través del Centovalli suizo y el Valle Vigezzo italiano.

## Tren urbano

### Tranvías
Hay tranvías que operan en nueve sistemas en siete ciudades suizas. Los tranvías que circulan por las calles son casi todos de 1.000 mm. El Chemin de fer Bex-Villars-Bretaye (BVB) en Bex es más bien una línea mixta de metro ligero interurbano conectada a un ferrocarril de cremallera, pero tiene algunas partes que circulan por las calles, en particular en Bex, donde el BVB opera a lo largo del derecho de paso de un sistema de tranvías construido originalmente en la década de 1890.
| Ciudad    | Sistema                           | Inicio de operaciones eléctricas | Ancho de vía       | Notas                                                        |
| --------- | --------------------------------- | -------------------------------- | ------------------ | ------------------------------------------------------------ |
| Basilea   | Basler Verkehrs-Betriebe (BVB)    | 6 de mayo de 1892                | 1000 mm (3' 32/5") | 8 líneas                                                     |
| Basilea   | Baselland Transport (BLT)         | 6 de octubre de 1902             | 1000 mm (3' 32/5") | 4 líneas, 65,2 km, 100 tranvías, sirve a los suburbios       |
| Berna     | Städtische Verkehrsbetriebe Bern  | 1 de julio de 1902               | 1000 mm (3' 32/5") |                                                              |
| Bex       | Bex–Villars–Bretaye railway (BVB) | 1898                             | 1000 mm (3' 32/5") | Se conecta al ferrocarril de cremallera en Villars-sur-Ollon |
| Ginebra   | Transports Publics Genevois       | 22 de septiembre de 1894         | 1000 mm (3' 32/5") |                                                              |
| Lausana   | Tramway du sud-ouest lausannois   | 2 de junio de 1991               | 1435 mm (4' 81/2") |                                                              |
| Neuchâtel | Trams in Neuchâtel                | 16 de mayo de 1897               | 1000 mm (3' 32/5") |                                                              |
| Zúrich    | Verkehrsbetriebe Zürich (VBZ)     | 8 de marzo de 1894               | 1000 mm (3' 32/5") |                                                              |
| Zúrich    | Stadtbahn Glattal                 | 10 de diciembre de 2006          |                    |                                                              |

### S-Bahn
En muchas partes de Suiza el servicio ferroviario suburbano de cercanías se conoce hoy como S-Bahn. La programación horaria en el ferrocarril suburbano se puso en marcha por primera vez en la línea Worb Dorf - Worblaufen, cerca de Berna, en 1964. En 1968 siguió el Expreso de la Costa Dorada en la orilla derecha del lago de Zúrich. En 1982 se introdujo la programación horaria en toda Suiza. El término "S-Bahn" se ha utilizado desde 1990 para el S-Bahn de Zúrich, desde 1995 para el S-Bahn de Berna y desde 1997 con el S-Bahn regional de Basilea. Otros servicios incluyen el S-Bahn de Lucerna y el S-Bahn de San Galo. Pero también se utilizan otros términos para el ferrocarril suburbano como Stadtbahn Zug. Alrededor de Friburgo se conoce como Réseau Express Régional (RER), en la región de Ginebra el término es Léman Express y en el cantón del Tesino, Trenes Regionales Tesino Lombardia (TiLo). Las redes ferroviarias de cercanías de Zúrich, Basilea, Ginebra y Tesino prestan también servicios de transporte transfronterizo a Alemania, Francia e Italia.

## Historia
La construcción y operación de los ferrocarriles suizos durante el siglo XIX fue llevada a cabo por empresas privadas. La primera línea interna fue una línea de 16 km abierta desde Zúrich a Baden en 1847. En 1860 los ferrocarriles conectaron el oeste y el noreste de Suiza. En 1882 se abrió la primera línea ferroviaria alpina bajo el paso de San Gotardo. En 1906 se abrió una segunda línea alpina bajo el puerto del Simplón.
En 1901 los principales ferrocarriles fueron nacionalizados para formar Ferrocarriles Federales Suizos. Durante la primera mitad del siglo XX fueron electrificados y mejorados lentamente. Después de la Segunda Guerra Mundial, el ferrocarril perdió rápidamente su cuota de mercado en el transporte por carretera, ya que la propiedad de los automóviles aumentó y se construyeron más carreteras. A partir de 1970 el Gobierno Federal se involucró más en la mejora de los ferrocarriles, especialmente en las zonas urbanas y en las rutas troncales en el marco del proyecto Rail 2000. Además, se están reconstruyendo dos importantes rutas transalpinas -el ferrocarril del Gotardo y el túnel de base de Lötschberg al túnel de Simplón- en el marco del proyecto AlpTransit (NRLA).

## Integración de servicios

### Entre servicios ferroviarios

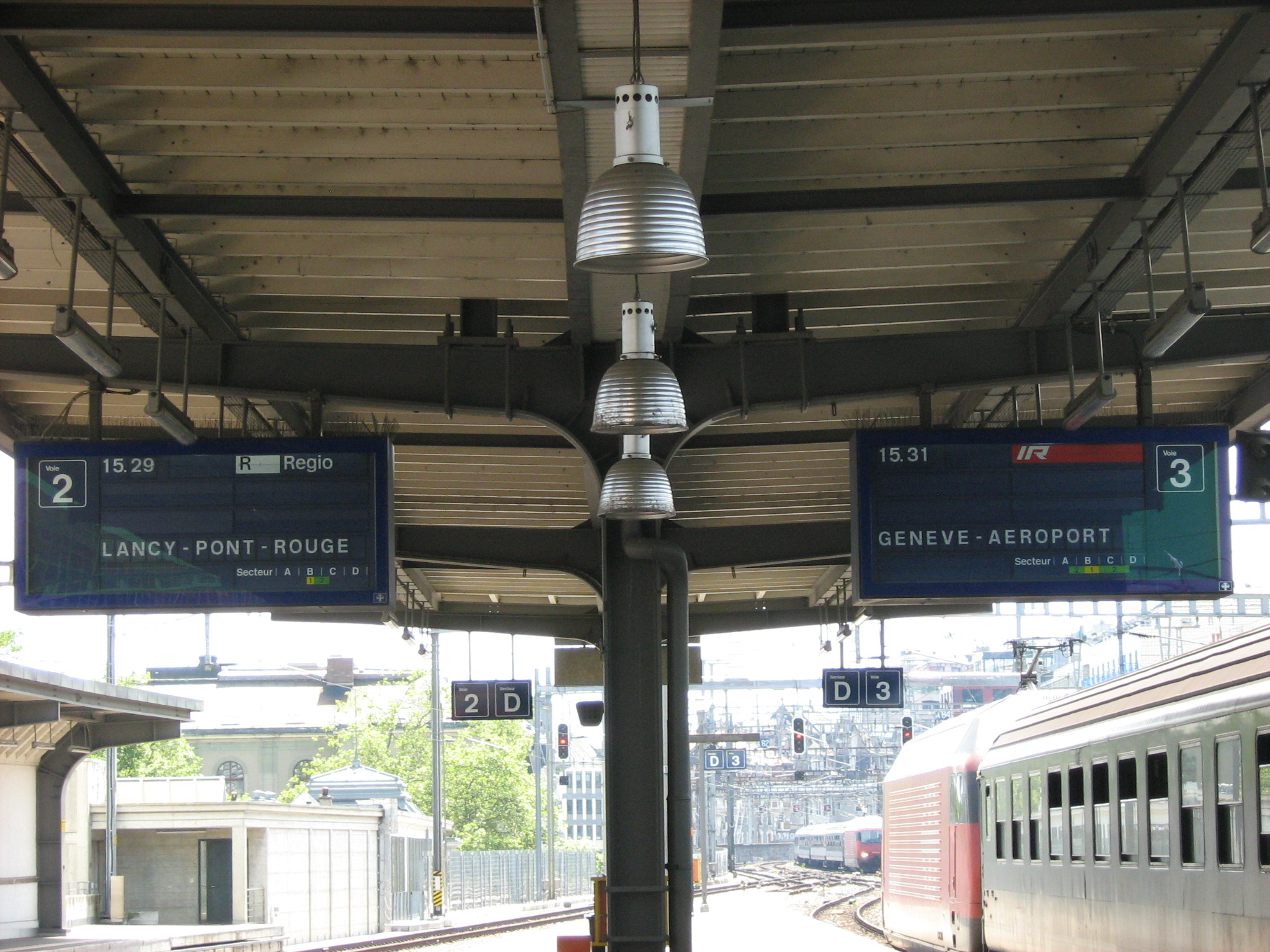
Ejemplo de horarios integrados entre los servicios interregionales y regionales de la red suiza. Los dos trenes están programados para reunirse en el centro de Ginebra a las 15:30, compartiendo una plataforma, para minimizar los tiempos de transbordo.

Los servicios de los ferrocarriles suizos están integrados entre sí y con otras formas de transporte público. A diferencia de sus vecinos europeos, Suiza no ha desarrollado una red ferroviaria completa de alta velocidad. Solo la línea Rothrist-Mattstetten, de relativamente alta velocidad, alcanza los 200 km/h. En cambio, la prioridad no es tanto la aceleración de los trenes entre ciudades, sino la reducción de los tiempos de conexión a través del sistema nodal. Los tiempos de viaje en las líneas principales entre los nodos son múltiplos de 15 minutos, de modo que en la hora o media hora todos los trenes se paran en las estaciones principales al mismo tiempo, minimizando así los tiempos de conexión. De hecho, la línea Rothrist-Mattstetten antes mencionada reduce los tiempos de viaje de Berna a Zúrich de 72 minutos a 57 minutos, de acuerdo con el horario cíclico.

### Entre modos de transporte

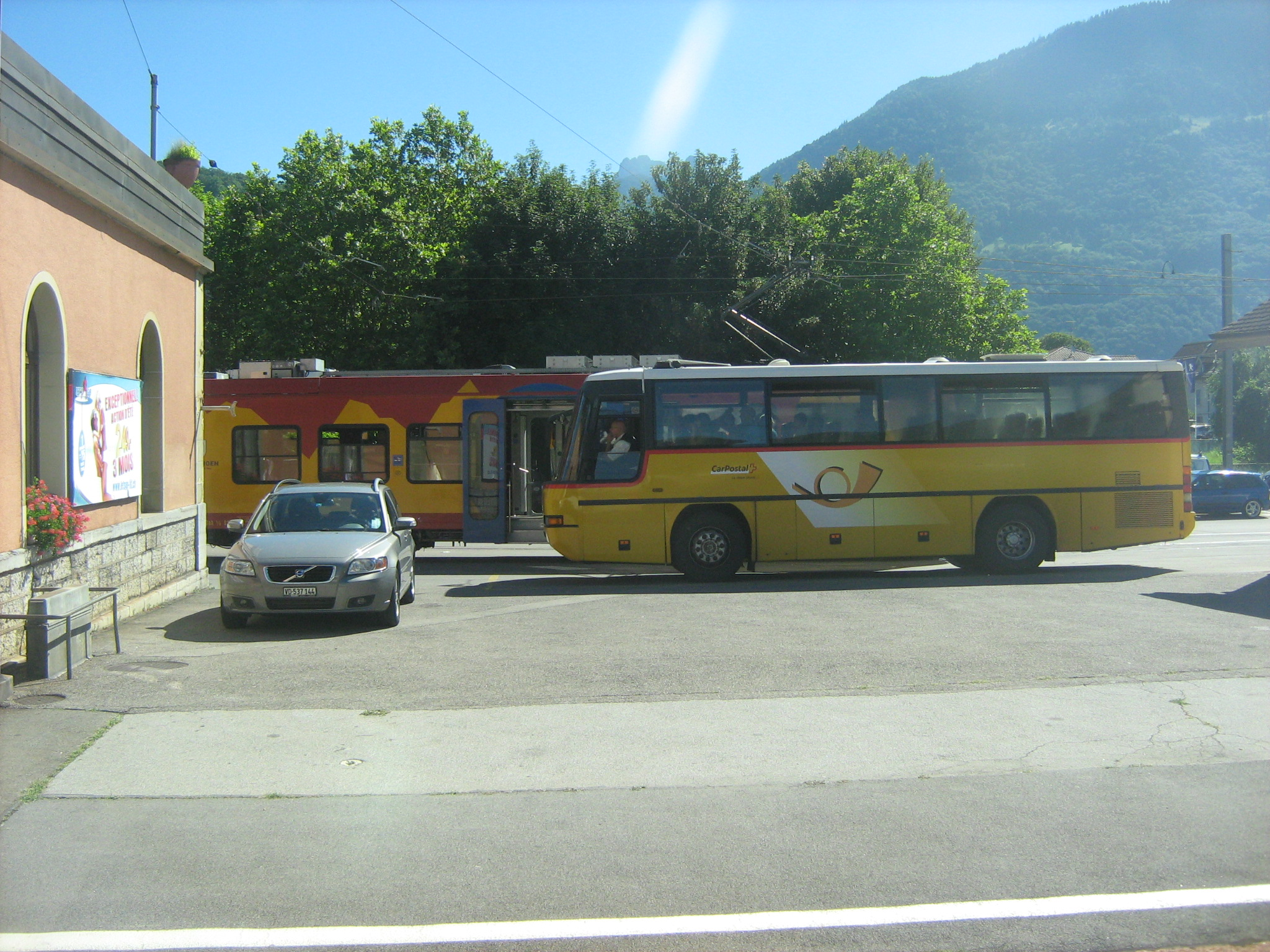
Un autobús postal y un tren regional esperan en el exterior de la estación de ferrocarril de Bex la llegada del tren interregional Brig-Ginebra.

Los horarios de los trenes están integrados con la extensa red de autobuses postales (con la marca PostBus, en francés: CarPostal, alemán: PostAuto, italiano: AutoPostale) que sirven tanto a los pueblos de llanura como a los de alta montaña. Por ejemplo, en la línea de autobuses postales 12.381 se prevé que el tren de las 10:35 desde el pueblo de montaña de Les Haudères llegue a la ciudad regional de Sion a las 11:20, donde un tren sale de la estación (situada junto a la estación de autobuses) a las 11:24 con destino Visp. De hecho, es habitual que los autobuses postales ya estén aparcados fuera de la estación cuando el tren llega. Desde esta perspectiva, la red ferroviaria suiza funciona como el núcleo de una red de transporte público más amplia.

## Costes y subsidios
Aunque la inversión pública está positivamente correlacionada con el rendimiento de un determinado sistema ferroviario, el Índice de Rendimiento Ferroviario Europeo encuentra diferencias en el retorno que los países reciben a cambio de su coste público. El índice de 2017 señaló que Suiza tiene un alto ratio de coste-rendimiento en comparación con la media de los países europeos.

### Transporte de pasajeros
En 2012, los costes totales del transporte de pasajeros en la red ferroviaria suiza ascendieron a 8.880 millones de francos suizos, de los cuales 4.460 millones de francos suizos (50%) se debieron a los costes de infraestructura, 3.980 millones (45%) a los costes de los medios de transporte, 427 millones a los costes medioambientales y sanitarios y 25 millones a los accidentes.
Los pasajeros pagaron 4.280 millones de francos, o el 48,2%, y 4.150 millones (o el 47%) provinieron de los subsidios ferroviarios proporcionados por las contribuciones federales, cantonales y municipales. 426 millones (4,8%) fueron aportados por el patrimonio común (seguros de accidentes y de salud, fondos ambientales, etc.).

### Transporte de mercancías
En 2012, los costes totales del transporte de mercancías en la red ferroviaria suiza ascendieron a 2.063 millones de francos, de los cuales 779 millones (37,8%) se debieron a costes de infraestructura, 900 millones (43,6%) a costes de medios de transporte, 59 millones a costes medioambientales y sanitarios, y 325 millones (15,8%) a accidentes.
Los clientes pagaron 1.058 millones de francos, o el 51,3%, y las empresas de transporte 122 millones (5,9%), mientras que 555 millones (26,9%) fueron subvencionados por las contribuciones federales, cantonales y municipales. 328 millones (15,9%) fueron aportados por el patrimonio común (seguros de accidentes y de salud, fondos medioambientales, etc.).